# شاندور مولر
شاندور مولر (مجاری: Sándor Müller) (۲۱ سپتامبر ۱۹۴۸ – ۳ آوریل ۲۰۲۴) بازیکن فوتبال اهل مجارستان بود.
از باشگاه‌هایی که وی در آنها بازی کرده‌است می‌توان به باشگاه فوتبال هرکولس، باشگاه ورزشی واشاش، و باشگاه فوتبال رویال آنتورپ اشاره کرد.
وی همچنین در تیم ملی فوتبال مجارستان بازی کرده‌است.